# یوتوا ویهور
یوتوا ویهور (به انگلیسی: Utva_213_Vihor) یک هواگرد ملخ‌پیشین تک‌موتوره از نوع Advanced نظامی آموزشی ساخت شرکت است. هواگرد یوتوا ویهور نخستین پروازش را در ۱۹۴۹ میلادی انجام داد.
طراح این هواگرد، Government Factories بود.